# Villanova Tulo
Villanova Tulo (sardisk: Biddanòa'e Tùlu) er en by og en kommune (comune) i provinsen Sud Sardegna i regionen Sardinien i Italien. Byen ligger i 600 meters højde og har 1.095 indbyggere (2016). Kommunen har et areal på 40,45 km² og grænser til kommunerne Gadoni, Isili, Laconi, Nurri, Sadali og Seulo.